# Rileya opuntiae
Rileya opuntiae är en stekelart som beskrevs av Charles Joseph Gahan 1936. Rileya opuntiae ingår i släktet Rileya och familjen kragglanssteklar. Inga underarter finns listade i Catalogue of Life.